# Julia Winter
Julia Winter  (* 17. März 1993 in Stockholm) ist eine britische Schauspielerin.

## Leben
Sie wurde in Schweden geboren, wuchs aber in London auf. Während ihres Schulbesuchs in der schwedischen Stadt Sigtuna sammelte sie ihre ersten Schauspiel-Erfahrungen in einer Theater-AG. Julia Winter ist einem breiteren Publikum durch ihre Darstellung des verzogenen Mädchens Veruca Salt aus Tim Burtons Film Charlie und die Schokoladenfabrik bekannt. Neben einigen Fernsehauftritten ist es ihre bisher einzige Filmrolle.
Winter hat einen Bruder und spricht fließend Schwedisch.

## Filmografie
- 2005: Charlie und die Schokoladenfabrik (Charlie and the Chocolate Factory)